# Dario Cataldo
Pour les articles homonymes, voir Cataldo.

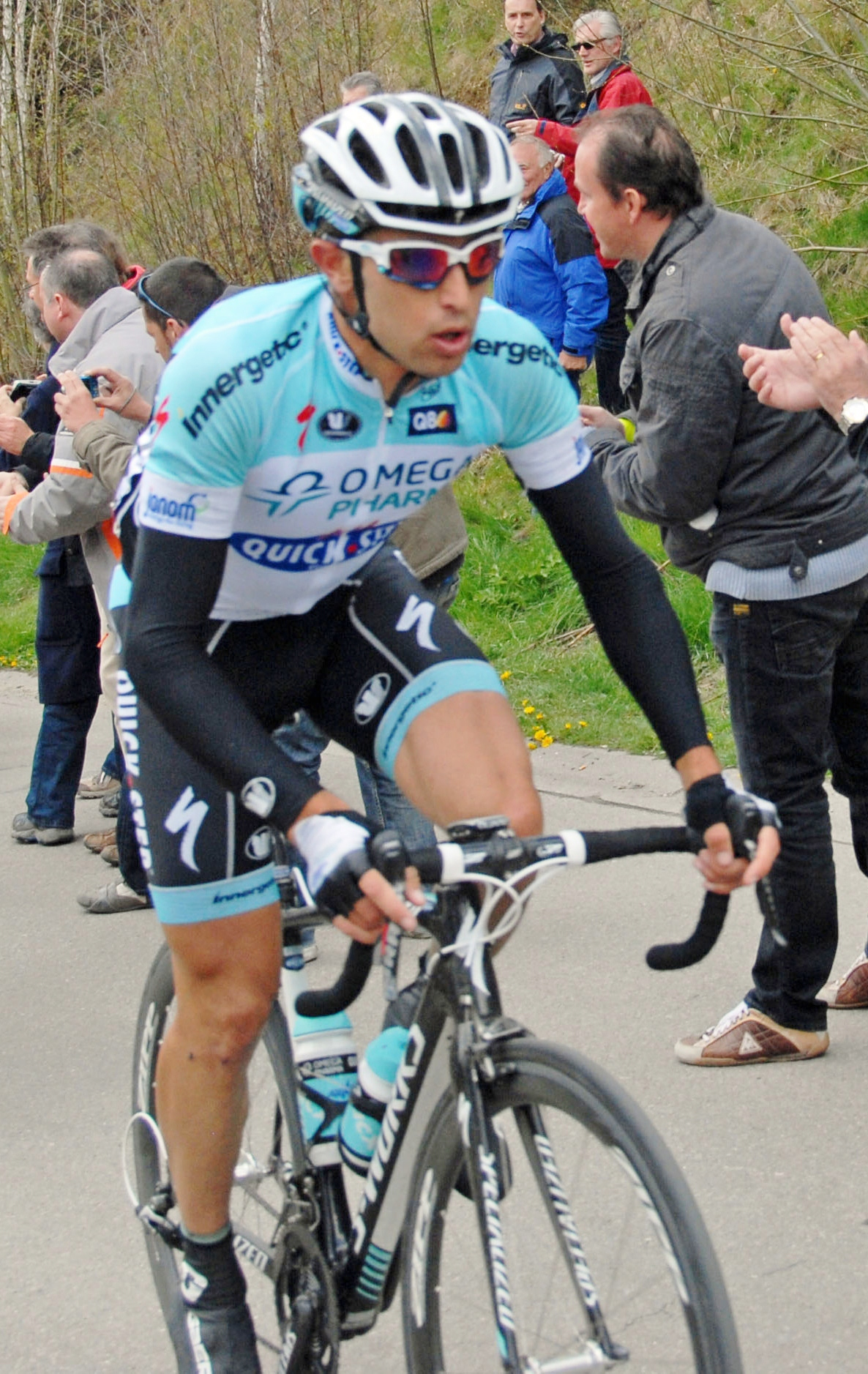
Dario Cataldo lors de Liège-Bastogne-Liège 2012.

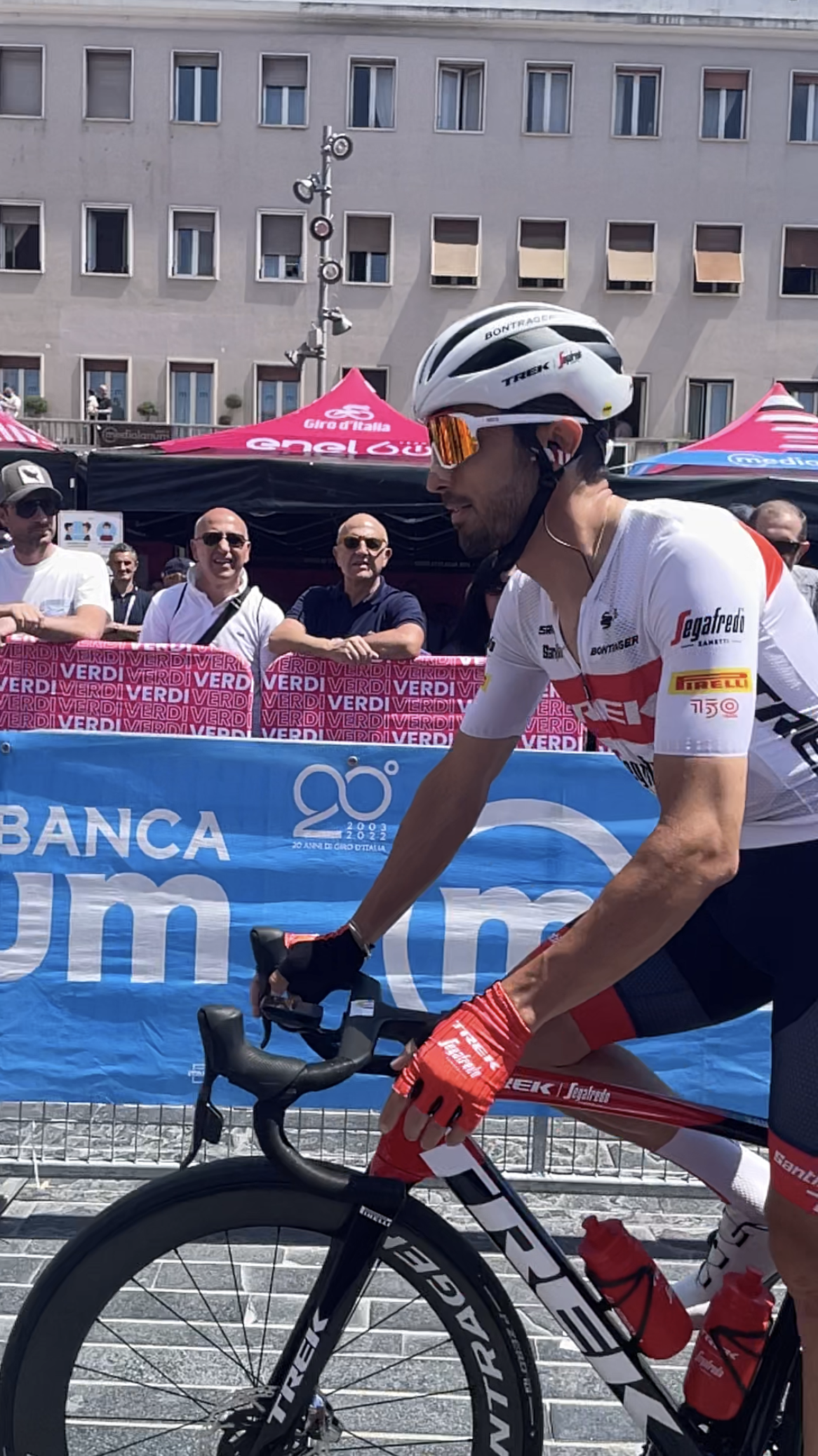
Dario Cataldo Pescara lors du Giro D'Italia 2022

Dario Cataldo, né le 17 mars 1985 à Lanciano, est un coureur cycliste italien. Professionnel de 2007 à 2024, il s'illustre principalement sur des parcours escarpés. Il a notamment remporté une étape du Tour d'Italie et du Tour d'Espagne et a été champion d'Italie contre-la-montre en 2012.

## Biographie
Vainqueur en 2006 du réputé Baby Giro, Cataldo passe professionnel en 2007 dans l'équipe Liquigas. Il s'illustre rapidement sur les courses d'un jour, terminant troisième du Grand Prix de Francfort et quatrième du Tour de Vénétie, mais aussi sur le Tour de l'Avenir, où il remporte deux étapes. Loin de confirmer ces performances prometteuses, Cataldo ne réalise aucune performance notable en 2008, et quitte l'équipe Liquigas pour la Quick Step. Il fait un début de saison 2009 convenable avec une campagne d'ardennaises où il s'est un peu montré. Il fait le Giro où il s'échappe à plusieurs reprises sans réussite. Il s'accorde une période de repos avant de prendre part au Tour d'Autriche où il finit 21e avec quelques belles places d'honneur dont une quatrième place dans la 8e et dernière étape mais toujours pas de victoire depuis 2007. Au Tour du Missouri, il termine deux fois troisième lors des 3e et 4e étapes au sprint. Il termine sixième du contre-la-montre et finit cinquième du classement général ainsi que meilleur jeune de l'épreuve américaine.
Il remporte sa première grande victoire à l'occasion du Grand Prix Bruno Beghelli, disputé en fin de saison. En 2011, il n'obtient aucune victoire mais termine tout de même à la douzième place du classement général du Giro, et neuvième de la première édition du Tour de Pékin. 
En 2012, il est conservé par son équipe désormais nommée Omega Pharma-Quick Step. Dario Cataldo va se distinguer durant cette saison, en devenant pour la première fois champion d'Italie du contre la montre, devant Adriano Malori et Marco Pinotti. Il va ensuite décrocher sa première victoire d'étape sur un grand Tour, en remportant la 16e étape du Tour d'Espagne, devançant son compagnon d'échappée Thomas De Gendt en haut du Cuitu Negru.
En 2013, Dario Cataldo rejoint l'équipe britannique Sky. Il gagne avec ses coéquipiers le contre-la-montre par équipes du Tour du Trentin. Il dispute ensuite le Tour d'Italie, en tant qu'équipier de Bradley Wiggins puis, après l'abandon de ce dernier, de Rigoberto Urán, deuxième du classement général. Quatrième du championnat d'Italie du contre-la-montre, il dispute ensuite le Tour d'Espagne.
En mars 2014, il gagne les contre-la-montre par équipes et individuel de la Semaine internationale Coppi et Bartali. Il termine cette course à la deuxième place du classement général, derrière son coéquipier Peter Kennaugh. Au Tour d'Italie, il passe près de la victoire lors de la quatorzième étape, à Oropa. Disputant l'arrivée avec Jarlinson Pantano, il est rattrapé dans les derniers mètres par Enrico Battaglin et prend la deuxième place. À nouveau échappé, lors de la seizième étape, il passe en tête au col du Stelvio et se voit attribuer le prix Cima Coppi de ce Giro, récompensant le premier coureur passant au point culminant de la course. Il termine ce Tour d'Italie à la 26e place du classement général et à la deuxième du classement de la montagne. En juin, il est deuxième du championnat d'Italie du contre-la-montre. Lors du Tour d'Espagne, il chute à grande vitesse dans la descente de la dernière ascension de la dix-neuvième étape qu'il arrive à terminer. Après un passage dans un hôpital, il est décidé par son encadrement médical de ne pas le laisser repartir le lendemain. Aux championnats du monde, à Ponferrada en Espagne, il dispute le contre-la-montre par équipes avec Sky, qui prend la quatrième place. Il représente ensuite l'Italie au contre-la-montre individuel, où il est classé trentième.
À l'issue de cette saison, Cataldo est recruté par l'équipe Astana, qui l'engage pour un an. Il prolonge son contrat avec cette formation au deuxième semestre 2015.
En octobre 2022, Trek-Segafredo annonce l'extension du contrat de Cataldo jusqu'en fin d'année 2023. En mars, une chute lors du Tour de Catalogne lui cause des fractures à la tête fémorale gauche, à l'articulation de la hanche, à la clavicule gauche, sur la colonne lombaire, à plusieurs côtes ainsi qu'un poumon perforé.
Dario Cataldo prend sa retraite en 2024, et dispute le Tour de Lombardie comme dernière course.
Il est actuellement directeur sportif de l'équipe XDS Astana.

## Palmarès et classements mondiaux

### Palmarès amateur
- 2001
  - Coppa d'Oro
- 2005
  - 3e de la Coppa del Grano
- 2006
  - Coppa Lanciotto Ballerini
  - Classement général du Baby Giro
  - 2e de Milan-Busseto
  - 3e du Grand Prix de la ville d'Empoli
  - 3e de la Coppa Comune di Castelfranco

### Palmarès professionnel
- 2007
  - 1re étape de la Semaine cycliste lombarde (contre-la-montre par équipes)
  - 2e et 7e étapes du Tour de l'Avenir
  - 3e du Grand Prix de Francfort
  - 10e du Tour de l'Avenir
- 2008
  - 1reb étape de la Semaine internationale Coppi et Bartali (contre-la-montre par équipes)
- 2010
  - Grand Prix Bruno Beghelli
  - 2e du championnat d'Italie du contre-la-montre
- 2011
  - 9e du Tour de Pékin
- 2012
  -  Champion d'Italie du contre-la-montre
  - 2eb étape du Tour de l'Ain (contre-la-montre par équipes)
  - 16e étape du Tour d'Espagne
  - 9e du Tour de Catalogne
- 2013
  - 1reb étape du Tour du Trentin (contre-la-montre par équipes)
  - 2e étape du Tour d'Italie (contre-la-montre par équipes)
- 2014
  - 1reb (contre-la-montre par équipes) et 4e étapes de la Semaine internationale Coppi et Bartali
  - 2e du championnat d'Italie du contre-la-montre
  - 2e de la Semaine internationale Coppi et Bartali
- 2016
  - 2e étape du Tour de Burgos (contre-la-montre par équipes)
  - 9e du Tour de Pologne
- 2018
  - 3e du Tour d'Autriche
- 2019
  - 15e étape du Tour d'Italie
  - 1re étape du Tour d'Espagne (contre-la-montre par équipes)

### Résultats sur les grands tours

#### Tour de France
2 participations
- 2017 : abandon (11e étape)
- 2020 : 80e

#### Tour d'Italie
13 participations
- 2008 : abandon (15e étape)
- 2009 : 59e
- 2010 : abandon (19e étape)
- 2011 : 12e[2],[3]
- 2012 : 12e
- 2013 : 57e, vainqueur de la 2e étape (contre-la-montre par équipes)
- 2014 : 26e
- 2015 : 25e
- 2017 : 14e
- 2019 : 48e, vainqueur de la 15e étape
- 2020 : 66e
- 2021 : 54e
- 2022 : 73e

#### Tour d'Espagne
10 participations
- 2010 : 71e
- 2011 : 132e
- 2012 : 51e, vainqueur de la 16e étape
- 2013 : 74e
- 2014 : non-partant (20e étape)
- 2015 : 57e
- 2016 : 51e
- 2018 : 64e
- 2019 : 68e, vainqueur de la 1re étape (contre-la-montre par équipes)
- 2022 : 117e

### Classements mondiaux
| Année                  | 2006 | 2007 | 2008 | 2009 | 2010 | 2011 | 2012 | 2013 | 2014 | 2015 |
| ---------------------- | ---- | ---- | ---- | ---- | ---- | ---- | ---- | ---- | ---- | ---- |
| Classement ProTour     |      | nc   | nc   |      |      |      |      |      |      |      |
| Calendrier mondial UCI |      |      |      | 232e | 169e |      |      |      |      |      |
| UCI World Tour         |      |      |      |      |      | 96e  | 75e  | 210e | 148e | nc   |
| UCI Europe Tour        | 340e |      |      |      |      |      |      |      |      |      |

## Distinctions
- Mémorial Gastone Nencini (révélation italienne de l'année) : 2007